# Heek (Adelsgeschlecht)

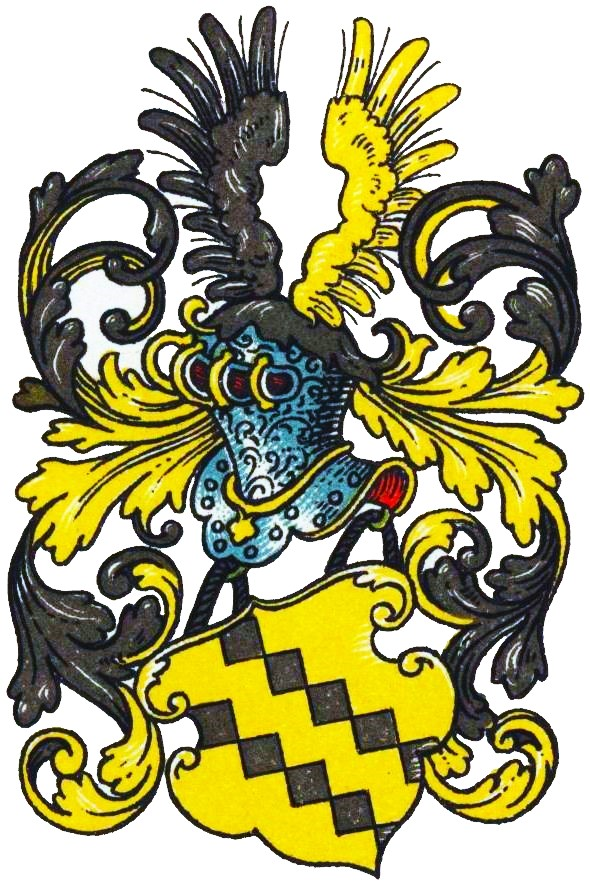
Wappen derer von Heek im Wappenbuch des Westfälischen Adels

Heek (auch Heeck, Heec, Heyk o. ä.) ist der Name eines erloschenen westfälischen Adelsgeschlechts.

## Geschichte
Der namensgebende Stammsitz des Geschlechts war das Dorf Heek im Kreis Ahaus. Die Familie gehörte zu den Vasallen und Unterstützern der Bischöfe von Münster. Bereits 1177 findet sich ein Bernardus Heyc unter den adeligen Zeugen einer Urkunde des Stifts Mauritz bei Münster. 1295 treten Henrik von Heck und Albert von Heek und in einer Coesfelder Urkunde auf, in der es um Hofbesitz in Heek geht. 1298 werden die Geschwister Margaretha und Gerhard von Heec in einer Urkunde der Äbtissin des Stifts Metelen, Gertrudis von Bentheim, erwähnt.
1357 verbürgte sich der Knappe Gerd von Heec für den Knappen Ludeke von Asbeck unter Einlagerungspflicht in der Burg Nienborg. 1368 wird er als Urkundenzeuge in einer Urkunde von Hermann von Berne, Richter des Bischofs von Münster, genannt. 1377 war derselbe Knappe Gerd von Heek Burgmann zu Nienborg. Mit dem Knappen und Burgmann Matthias von Sasse zusammen hatte er für 162 Mark und 9 Schillinge münsterischer Pfennige die dortige Mühle wiedererrichtet und sie als Pfand für die Summe verschrieben bekommen. Dem Münsteraner Bischof Florenz von Wevelinghoven wurde das Recht zugestanden die Mühle in den nächsten sieben Jahren wieder einzulösen.
1387 und 1397 tritt ein Heine bzw. Heinrich von Heek als Urkundenzeuge auf. Agnes von Heek war 1419 Kanonisse im Kloster Borghorst. 1421 erscheint ein Knappe Dietrich von Heek, der eine Urkunde über ein Gut des Johann von Ochtrop sicherte. Möglicherweise derselbe erscheint 1424 ein weiteres Mal als Urkundenzeuge und 1427 als gekorener Richter.
1467 bekundete Heinrich XXVII. von Schwarzburg, Bischof von Münster und Administrator der Kirche zu Bremen, dass unter Bischof Johann von Pfalz-Simmern mit Bewilligung des Domkapitels Münster an Godert (Gottfried) von Heek gegen Zahlung von 4000 Rheinischen Gulden das Amt verpfändet worden war, und dass nach Bezahlung von 600 Rheinischen Gulden nunmehr noch 3400 Rheinische Gulden als Pfandschaft verschrieben stehen, wovon er für 1700 Rheinische Gulden an genannten Godert von Heek den bei der Burg Nienborg gelegenen Hof, genannt Bedynckhof (Boddinghof), mit allem Zubehör und allen Gerechtigkeiten nebst den Stiftszehnten zu Barlo und zu Wendfeld verpfändet habe. 1471 bestätigte derselbe Bischof Heinrich, dass er seinem Küchenmeister, Rat und Getreuen Gottfried von Heek mit Zustimmung von Domdekan und -kapitel den Stiftshof zu Plettincktorpe im Kirchspiel Altenberge mit den beiden zugehörigen Erben Kibbenbroick und Karnebroick im Kirchspiel Nordwalde für 1000 Rheinische Gulden versetzt hat, die Gottfried in der Münsterischen Fehde zu Schöppingen, Ottenstein und Ahaus vorgestreckt hatte.
Von 1501 bis 1539 erscheint ein Priester Andreas von Heek, der dem Kloster Marienbrink in Coesfeld eine Stiftung vermachte.
Die Familie erlosch im Mannesstamm mit Haek von Heek, der 1558 kinderlos verstarb. Seine Güter im Hochstift Münster fielen zum Teil an seinen Vetter Rotger Torck zu Vorhelm. Das von Haek von Heek bewirtschaftete, zum Kloster Werden an der Ruhr gehörende Gut Lengerich fiel an Dietrich Torck zu Vorhelm, der seit 1526 mit Haeks Schwester Anna von Heek verheiratet war.

## Wappen
Blasonierung: In Gold zwei schrägrechte Reihen von je fünf schwarzen Rauten. Auf dem Helm mit schwarz-goldenen Helmdecken ein offener, rechts schwarzer und links goldener Flug.
Die Herren von Heek waren wappenverwandt mit den Herren von Asbeck.